# Charles Nerinckx (priester)

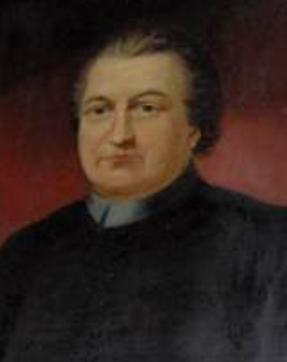
Charles Nerinckx

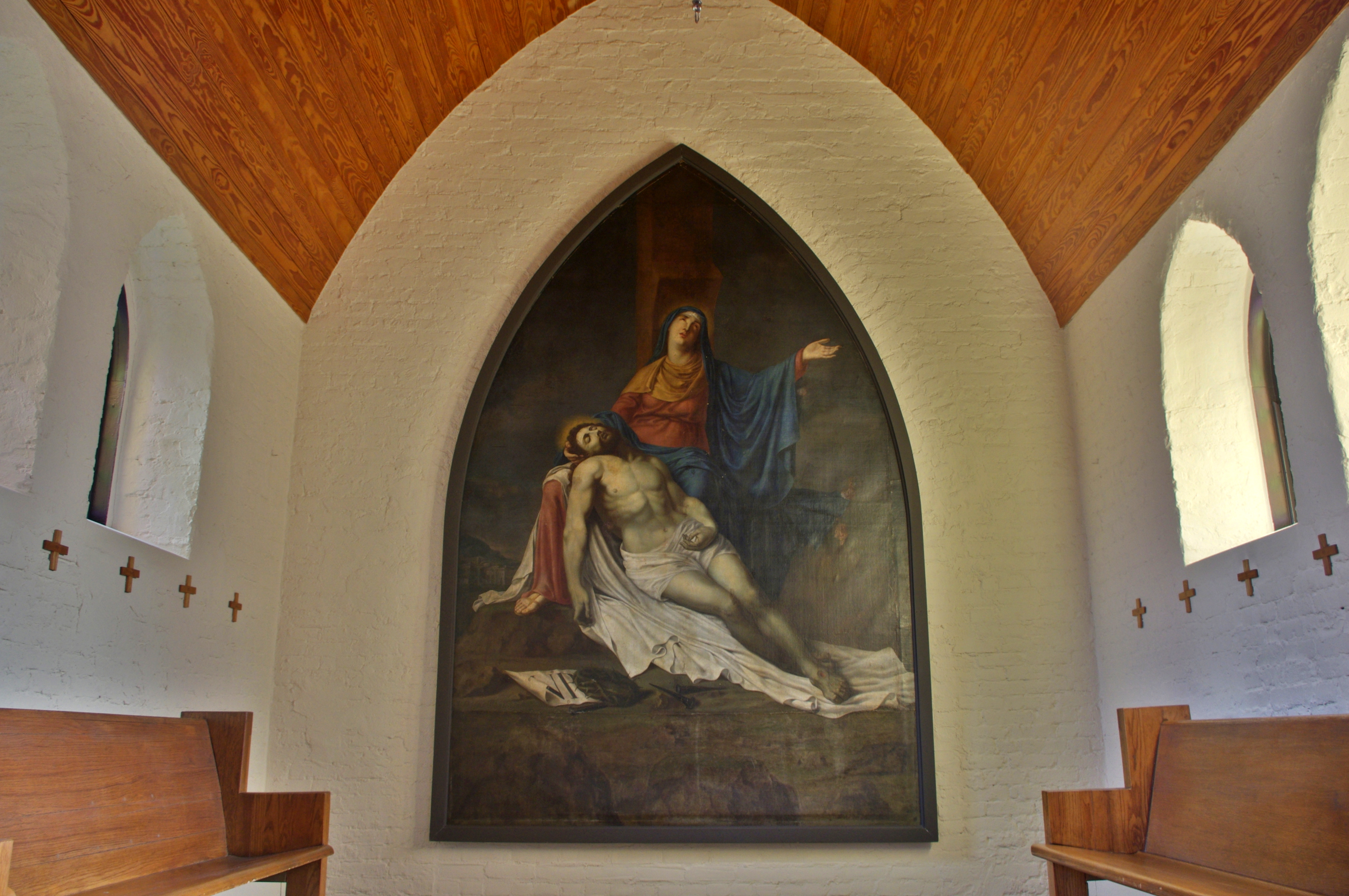
Moederhuis van de zusters van Loretto in het plaatsje Nerinx, in de staat Kentucky

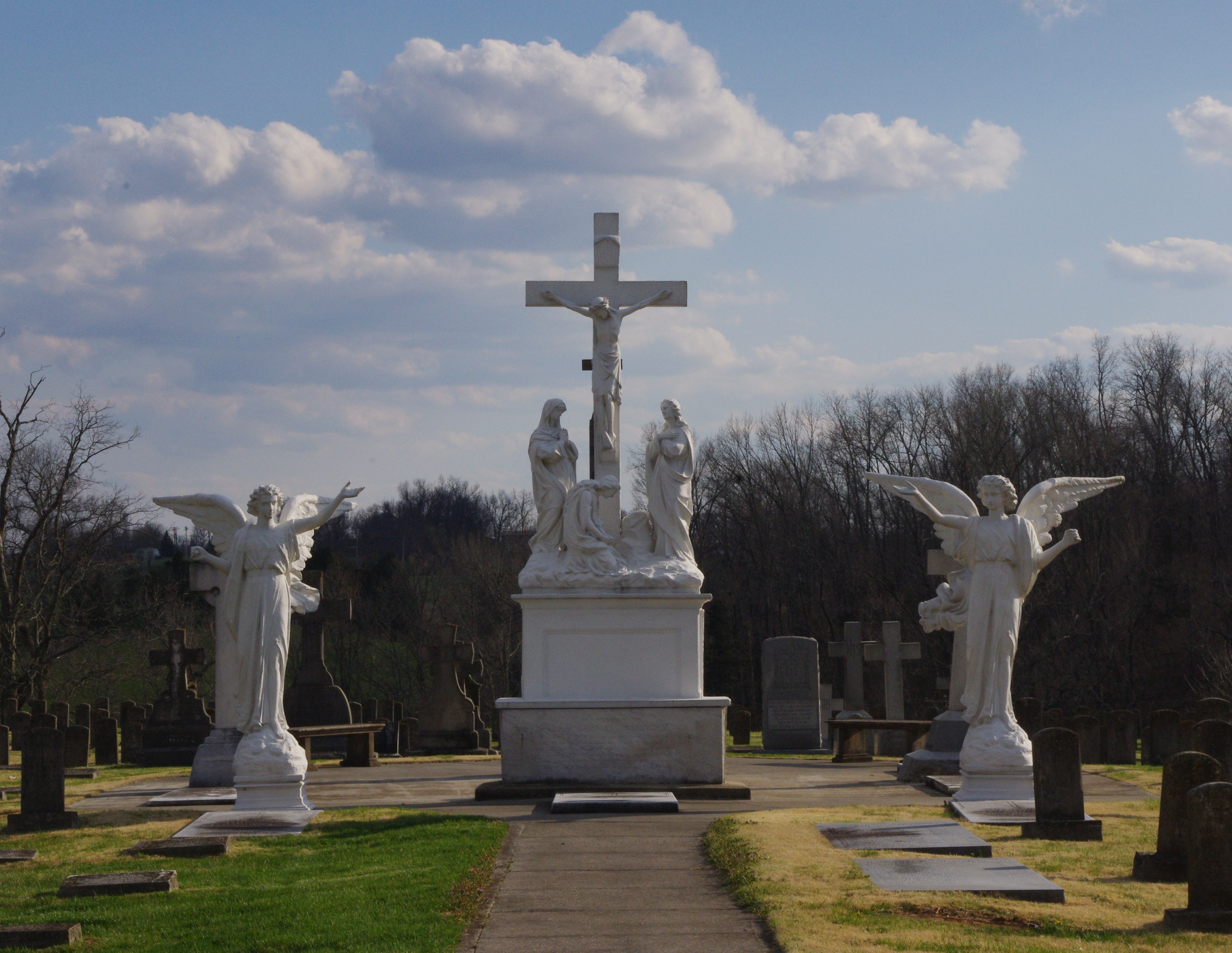
Graf van Charles Nerinckx in Nerinx

Charles (Karel) Nerinckx (Herfelingen, 2 oktober 1761 - Ste. Genevieve, 12 augustus 1824) was een priester uit de Zuidelijke Nederlanden die missionaris was in de Amerikaanse staten Kentucky en Missouri.

## Levensloop

### Oostenrijkse Nederlanden
Nerinckx groeide op in Herfelingen, wat toen een dorp was in het graafschap Henegouwen in de Oostenrijkse Nederlanden. Hij was de oudste van de 14 kinderen van Sebastiaan Nerinckx en Petronilla Langendries. Na middelbare studies in Edingen en Geel, studeerde hij filosofie aan de universiteit van Leuven. Van 1781-1785 volgde hij het priesterseminarie van het aartsbisdom Mechelen en hij werd in 1785 tot priester gewijd. Hij was onderpastoor van de Sint-Romboutskathedraal in Mechelen (1785-1794) en vervolgens pastoor in de dorpen Everberg en Meerbeek, bij Leuven (1794-1797). Hij schreef in deze periode theologische traktaten, die bewaard werden in de parochie-archieven.

### Franse Nederlanden
Het Frans bestuur van het Dijledepartement was niet opgezet met zijn geschriften en trad op om hem te arresteren in Everberg. Hij ontsnapte aan de Franse militairen en verstopte zich vier jaar lang in Dendermonde (1797-1801). Zijn tante werkte in het ziekenhuis van Dendermonde en Nerinckx leefde er in een kamertje. Alleen 's nachts liep hij er rond. Na lange omzwervingen kwam hij in het jaar 1804 aan in Alabama, in de Verenigde Staten. 

### Kentucky
De wens van Nerinckx was om, na jaren in een kamertje geleefd te hebben, in alle openheid aan pastoraal te doen (1804). Bisschop John Carroll, bisschop van Alabama, wees hem de staat Kentucky toe waar hij in 1805 aankwam. Nerinckx was er de tweede rooms-katholiek priester en diende samen met zijn collega Badin te missioneren, in een gebied met honderden kilometers diameter. Nerinckx reisde te paard en organiseerde er parochies en kerkenbouw. De katholieke pers noemde hem de apostel van Kentucky of ook wel the priest in the saddle. In 1812 stichtte hij de orde der zusters van Loretto, met het oog op een netwerk van katholieke scholen in Kentucky. De eerste school van Loretto werd geopend in 1812, in Hardin's Creek; tientallen andere scholen volgden nog tijdens het leven van Nerinckx.  
In 1816 en in 1821 reisde hij naar het Verenigd Koninkrijk der Nederlanden, waarschijnlijk naar de streek van Dendermonde. Hij zocht priesters voor zijn missiewerk en publiceerde in Zuid-Nederlandse kranten oproepen om zijn voordrachten te ondersteunen. Een twintigtal priesters beantwoordde zijn oproep in deze periode; onder hen vertrok Pieter-Jan De Smet naar de Verenigde Staten. Van zijn reizen bracht hij altaarbekleding en kerkversiering mee naar Kentucky.

### Missouri
Na het Missouri-compromis (1820) kon de staat Missouri formeel aansluiten bij de Verenigde Staten van Amerika (1821). Dit voormalig gebied van Louisiana was altijd al een missiegebied voor de katholieke kerk geweest. De missionering richtte zich specifiek op de Native Americans. Nerinckx trok in het jaar 1824 naar de Indianen van Missouri doch stierf, 63 jaar oud, bij een halte in Ste. Genevieve. Zijn stoffelijk overschot werd naar het moederhuis van de zusters van Loretto getransporteerd, in het plaatsje Nerinx (staat Kentucky; Marion County), naar hem genoemd.   